# Y Serpentis
Y Serpentis är en halvregelbunden variabel av SRA-typ i stjärnbilden Ormen.
Stjärnan har en visuell magnitud som varierar mellan +8,43 och 9,75 med en period av 432,7 dygn.